# Las Bárcenas (Cantabria)
Las Bárcenas es una localidad del municipio de Rionansa (Cantabria, España). En el año 2022 contaba con una población de 1 habitante (INE). La localidad se encuentra a 160 metros de altitud sobre el nivel del mar, y a 4 kilómetros de la capital municipal, Puentenansa.
- Datos: Q2889281